# Alain Baclet
Allan Pierre Baclet (Parigi, 26 maggio 1986) è un calciatore francese, attaccante della Città di Luzzi.

## Caratteristiche Tecniche
Punta centrale prestante fisicamente, è in possesso di un'ottima tecnica individuale e un buon senso del gol.

## Carriera

### Arrivo in Italia
Attaccante rapido, originario del Ghana, cresce nelle giovanili del Lille, che nel 2003 lo manda in prestito al Wasqueal, nella Ligue 2, dove Baclet gioca nella formazione giovanile come esterno sia nel 4-4-2 sia nel 4-3-3.
Baclet arriva in Italia nel 2004 e firma un contratto coi dilettanti del Russi, nella cui formazione passa a ricoprire il ruolo di punta centrale. Nella stagione di debutto segna otto reti, ma è fermo due mesi per un infortunio al ginocchio. Acquistato dall'Arezzo nel 2005, fino al 2006 milita in prestito nel Gela e nell'annata seguente nella Juve Stabia, prima di tornare all'Arezzo nel 2007. Scende in campo una sola volta con i toscani e poi fa ritorno alla Juve Stabia, con cui gioca nel 2007-2008. L'anno dopo è ancora all'Arezzo, dove ottiene il posto da titolare e realizza 11 gol in 26 partite di Prima Divisione.

### Esordio in Serie B con il Lecce
Nel 2009 è acquistato a titolo di comproprietà al Lecce, con cui firma un contratto triennale. Con il club salentino esordisce in Coppa Italia, il 9 agosto 2009, e segna quattro reti contro il Vico Equense, stabilendo il record di marcature in una sola partita con la maglia dei salentini. 
Il 21 agosto 2009 esordisce in Serie B e realizza il primo gol ufficiale del campionato 2009-2010, propiziando con una doppietta il successo interno del Lecce contro l'Ancona (3-0). Nel corso della stagione si distingue per le marcature di pregevole fattura. Il 28 ottobre 2009, ancora con una doppietta, ribalta il risultato nei minuti finali della partita che il Lecce stava perdendo in casa contro la Reggina, fissando il risultato sul 3-2 per i salentini. Dopo una grande partenza, la sua stagione si rivela poco soddisfacente, visto che è relegato spesso in panchina.
Il 25 giugno 2010 diventa interamente del Lecce, che riscatta l'altra metà del cartellino, sino ad allora di proprietà dell'Arezzo. 

### Vicenza e Frosinone
Il 12 luglio si trasferisce in comproprietà al Vicenza in uno scambio con Davide Brivio. 
Il 31 gennaio 2011 passa in prestito al Frosinone.. Il 16 aprile 2011, durante la partita Frosinone-Padova, si infortuna al crociato anteriore del ginocchio destro e viene di seguito operato alla clinica Villa Stuart di Roma. A fine stagione la squadra ciociara, retrocessa in Lega Pro, non riscatta l'attaccante francese che ritorna al Vicenza.

### Novara e Serie C
Dopo una stagione ai piedi dei Colli Berici, in cui colleziona 10 presenze senza mai segnare, il 29 agosto 2012 passa a titolo definitivo al Novara, in uno scambio con Alex Pinardi, definitivo al Vicenza. Il 13 ottobre seguente trova il suo unico gol con i piemontesi, nella vittoria per 4-2 ai danni del Brescia. 
Il 29 luglio 2013 passa in prestito alla Casertana. Il 16 novembre realizza la sua prima rete in rossoblu contro l'Arzanese, partita finita poi 2-2 e l'8 dicembre seguente con una sua rete decide il derby 1-0 contro l'Aversa Normanna. 
La stagione seguente è alla Pro Patria, mentre il 22 agosto 2015 viene acquistato dal Martina, con cui firmerà un biennale. Esordisce con la nuova maglia il 6 settembre alla prima di campionato contro il Cosenza. Alla sesta giornata di campionato sblocca il risultato mettendo a segno la sua prima rete contro la Juve Stabia, contribuendo alla vittoria della propria squadra per 2-0. Il 25 ottobre realizza la sua quinta doppietta in carriera, nella gara persa contro il Catania, terminata 3-2, mentre la giornata successiva agguanta il risultato contro il Melfi su rigore al 90', chiudendo la gara sull'1-1. Nella partita interna contro l'Akragas, firma la sua quinta rete stagionale.

### Cosenza e ritorno in Serie B
Il 6 luglio 2016 firma un biennale con il Cosenza Calcio. Il 10 dicembre 2017 sigla una tripletta alla Virtus Francavilla che vale 4-1 per il Cosenza. Nella stagione 2017-2018 contribuisce alla risalita dei calabresi in Serie B con 8 gol, 5 dei quali nei playoff. 
Il 3 novembre 2018 torna a segnare in B dopo più di 6 anni, nella sconfitta per 2-1 sul campo del Palermo.

### Passaggio alla Reggina
Il 22 gennaio 2019 la Reggina acquista il suo cartellino per 60.000 euro e mette sotto contratto il calciatore fino al 2021. Alla prima ufficiale da calciatore della Reggina entrato a partita in corso sigla la rete del 1-1 a Monopoli che consente alla Reggina di proseguire la sua serie di partite senza sconfitta.

### Virtus Francavilla e Potenza
Il 5 agosto 2019 viene ceduto, in prestito, alla Virtus Francavilla.
Tornato dal prestito alla società pugliese, il 27 agosto 2020 viene ceduto dalla Reggina a titolo definitivo al Potenza.

### Promosport
Il 19 ottobre 2022 viene ufficializzato il suo ingaggio da parte della Promosport Lamezia Terme, società calabrese, militante nel campionato di Eccellenza.

## Statistiche

### Presenze e reti nei club
Statistiche aggiornate al 19 ottobre 2022.
| Stagione        | Squadra            | Campionato      | Campionato | Campionato | Coppe nazionali | Coppe nazionali | Coppe nazionali | Coppe continentali | Coppe continentali | Coppe continentali | Altre coppe | Altre coppe | Altre coppe | Totale | Totale |
| Stagione        | Squadra            | Comp            | Pres       | Reti       | Comp            | Pres            | Reti            | Comp               | Pres               | Reti               | Comp        | Pres        | Reti        | Pres   | Reti   |
| --------------- | ------------------ | --------------- | ---------- | ---------- | --------------- | --------------- | --------------- | ------------------ | ------------------ | ------------------ | ----------- | ----------- | ----------- | ------ | ------ |
| 2005-2006       | Gela               | C1              | 21         | 3          | CI              | 0               | 0               | -                  | -                  | -                  | -           | -           | -           | 21     | 3      |
| 2006-2007       | Juve Stabia        | C1              | 21         | 4          | CI              | 0               | 0               | -                  | -                  | -                  | -           | -           | -           | 21     | 4      |
| 2007-2008       | Arezzo             | C1              | 1          | 0          | CI              | 0               | 0               | -                  | -                  | -                  | -           | -           | -           | 1      | 0      |
| set. 2007       | Juve Stabia        | C1              | 26+2       | 5          | CI              | 0               | 0               | -                  | -                  | -                  | -           | -           | -           | 28     | 5      |
| 2008-2009       | Arezzo             | 1D              | 26         | 10         | CI              | 1               | 0               | -                  | -                  | -                  | -           | -           | -           | 27     | 10     |
| 2009-2010       | Lecce              | B               | 30         | 6          | CI              | 2               | 4               | -                  | -                  | -                  | -           | -           | -           | 32     | 10     |
| 2010-gen. 2011  | Vicenza            | B               | 17         | 3          | CI              | 2               | 0               | -                  | -                  | -                  | -           | -           | -           | 19     | 3      |
| gen.-giu. 2011  | Frosinone          | B               | 10         | 0          | CI              | -               | -               | -                  | -                  | -                  | -           | -           | -           | 10     | 0      |
| 2011-2012       | Vicenza            | B               | 9          | 0          | CI              | 0               | 0               | -                  | -                  | -                  | -           | -           | -           | 9      | 0      |
| ago. 2012       | Vicenza            | B               | 1          | 0          | CI              | 3               | 0               | -                  | -                  | -                  | -           | -           | -           | 4      | 0      |
| Totale Vicenza  | Totale Vicenza     | Totale Vicenza  | 27         | 3          |                 | 5               | 0               |                    | -                  | -                  |             | -           | -           | 32     | 3      |
| ago. 2012-2013  | Novara             | B               | 8          | 1          | CI              | -               | -               | -                  | -                  | -                  | -           | -           | -           | 8      | 1      |
| 2013-2014       | Casertana          | 2D              | 19         | 2          | CI-LP           | 2               | 0               | -                  | -                  | -                  | -           | -           | -           | 21     | 2      |
| 2014-2015       | Pro Patria         | LP              | 18         | 4          | CI-LP           | -               | -               | -                  | -                  | -                  | -           | -           | -           | 18     | 4      |
| 2015-2016       | Martina            | LP              | 27+2       | 12+1       | CI-LP           | -               | -               | -                  | -                  | -                  | -           | -           | -           | 29     | 13     |
| 2016-2017       | Cosenza            | LP              | 29+4       | 11         | CI+CI-LP        | 2+1             | 0               | -                  | -                  | -                  | -           | -           | -           | 36     | 11     |
| 2017-2018       | Cosenza            | C               | 32+7       | 3+5        | CI-C            | 4               | 0               | -                  | -                  | -                  | -           | -           | -           | 43     | 8      |
| 2018-gen. 2019  | Cosenza            | B               | 11         | 2          | CI              | 0               | 0               | -                  | -                  | -                  | -           | -           | -           | 11     | 2      |
| Totale Cosenza  | Totale Cosenza     | Totale Cosenza  | 72+11      | 21         |                 | 6+1             | 0               |                    | -                  | -                  |             | -           | -           | 90     | 21     |
| gen.-giu. 2019  | Reggina            | C               | 12+2       | 2          | CI-C            | 0               | 0               | -                  | -                  | -                  | -           | -           | -           | 14     | 2      |
| ago. 2019-2020  | Virtus Francavilla | C               | 12         | 0          | CI+CI-C         | 1+0             | 0               | -                  | -                  | -                  | -           | -           | -           | 13     | 0      |
| ago. 2020-2021  | Potenza            | C               | 16         | 6          | CI              | 1               | 0               | -                  | -                  | -                  | -           | -           | -           | 17     | 6      |
| 2021-2022       | Potenza            | C               | 10         | 0          | CI-C            | 0               | 0               | -                  | -                  | -                  | -           | -           | -           | 10     | 0      |
| Totale Potenza  | Totale Potenza     | Totale Potenza  | 26         | 6          |                 | 1               | 0               |                    | -                  | -                  |             | -           | -           | 27     | 6      |
| ott. 2022-2023  | Promosport         | Ecc.            | -          | -          | CI-Dil.         | -               | -               | -                  | -                  | -                  | -           | -           | -           | -      | -      |
| Totale carriera | Totale carriera    | Totale carriera | 272+15     | 52+6       |                 | 17+1            | 4               |                    | -                  | -                  |             | -           | -           | 290    | 62     |

## Palmarès

### Club
- Campionato italiano di Serie B: 1

Lecce: 2009-2010
- Serie C: 1

Cosenza: 2017-2018

### Individuale
- Capocannoniere della Coppa Italia: 1

2009-2010 (4 gol, a pari merito con Adrian Mutu e Rachid Arma)